# Troskotovice
Troskotovice (en allemand : Treskowitz) est un bourg (městys) du district de Brno-Campagne, dans la région de Moravie-du-Sud, en Tchéquie. Sa population s'élevait à 681 habitants en 2020.

## Géographie
Troskotovice se trouve à 10 km au sud-ouest de Pohořelice, à 34 km au sud-sud-ouest de Brno et à 194 km au sud-est de Prague.
La commune est limitée par Trnové Pole au nord, par Vlasatice au nord et à l'est, par Drnholec et Litobratřice au sud, et par Jiřice u Miroslavi à l'ouest.

## Histoire
La première mention écrite de la localité date de 1046. Troskotovice a le statut de městys depuis 2007.

## Personnalités liées à la commune
- Antonín Růsek (1999-), footballeur né à Troskotovice.